# Emily Carey
Emily Joanna Carey, född 30 april 2003, är en engelsk modell och skådespelare, känd för rollen som Alicent Hightower som ung i HBO-fantasyserien House of the Dragon samt rollerna som Grace Beauchamp i Casualty på BBC och som Mika Cavanaugh i Get Even på Netflix.

## Biografi
Carey har förutom TV-roller i Casualty och Get Even även spelat Diana Prince alias Wonder Woman som ung i filmen Wonder Woman (2017). Hon var även Lara Croft som ung i nyinspelningen av Tomb Raider från 2018. I TV-serien Houdini and Doyle spelade hon Mary Conan Doyle. Hon har även haft teaterroller i Shrek The Musical på Theatre Royal och The Sound of Music på Regents Park Open Air Theatre. 
Carey spelade titelrollen i filmen Anastasia: Once Upon a Time på Netflix. 2021 värvades hon till inspelningen av HBO-serien House of the Dragon, där hon spelar lady Alicent Hightower som ung, medan rollen som vuxen spelas av Olivia Cooke. Serien hade premiär i augusti 2022.
Carey identifierar sig som queer och använder både she och they som personliga pronomen på engelska.